# Ornithoctonus huwena
Ornithoctonus huwena é uma espécie de aranha pertencente à família Theraphosidae (tarântulas).